# Megopis vinsoni
Megopis vinsoni är en skalbaggsart som beskrevs av Reé Michel Quentin och Jean François Villiers 1975. Megopis vinsoni ingår i släktet Megopis och familjen långhorningar. Inga underarter finns listade i Catalogue of Life.